# هاري باير
هاري باير (بالألمانية: Harry Baer)‏ هو ممثل ألماني، ولد في 27 سبتمبر 1947 في ألمانيا.

## وصلات خارجية
- هاري باير على موقع IMDb (الإنجليزية)
- هاري باير على موقع ألو سيني (الفرنسية)
- هاري باير على موقع تيرنر كلاسيك موفيز (الإنجليزية)
- هاري باير على موقع أول موفي (الإنجليزية)
- هاري باير على موقع قاعدة بيانات الأفلام السويدية (السويدية)
- هاري باير على موقع قاعدة بيانات الفيلم (الإنجليزية)
- هاري باير على موقع كينوبويسك (الروسية)